# 횡성초등학교 당평분교
횡성초등학교 당평분교는 대한민국 강원도 횡성군에 있었던 공립 초등학교이다.

## 학교 연혁
- 1932년 4월 25일: 추동간이학교 개교
- 1938년 6월 30일: 당평공립공립심상소학교로 승격
- 1941년 4월 1일: 당평공립국민학교로 개칭
- 1996년 3월 1일: 당평초등학교로 개칭
- 2009년 3월 1일: 횡성초등학교 당평분교장으로 격하 편입
- 2016년 2월 29일: 횡성초등학교로 통폐합[1]

## 참고 자료
- 횡성초등학교당평분교장 - 한국교육학술정보원 학교알리미